# Liste des seigneurs de Béarn
La liste des seigneurs de Béarn comprend les noms des souverains qui règnent, avec leur épouse ou époux, sur la principauté de Béarn entre le IXe siècle et 1789.

## Liste des seigneurs de Béarn

### Centulle
Interrogations concernant Centulle Loup, Centulle Ier, Centulle II.
| Portrait             | Nom                                                                           | Début du règne | Fin du règne      | Éléments biographiques                                                                                        | Armoiries |
| -------------------- | ----------------------------------------------------------------------------- | -------------- | ----------------- | --- | --------- |
| Gaston Ier           | Gaston Ier                                                                    | 940 (?)        | 984 (?)           | Cette section est vide, insuffisamment détaillée ou incomplète. Votre aide est la bienvenue ! Comment faire ? |           |
| Centulle III         | Centulle III                                                                  | 984 (?)        | 1004 (?)          | Cette section est vide, insuffisamment détaillée ou incomplète. Votre aide est la bienvenue ! Comment faire ? |           |
| Gaston II            | Gaston II                                                                     | 1004 (?)       | 1012 (?)          | Cette section est vide, insuffisamment détaillée ou incomplète. Votre aide est la bienvenue ! Comment faire ? |           |
| Centulle IV le Vieux | Centulle IV le Vieux associé à son fils Gaston III Centulle (mort avant 1045) | 1012 (?)       | 1058              | Cette section est vide, insuffisamment détaillée ou incomplète. Votre aide est la bienvenue ! Comment faire ? |           |
| Centulle V le Jeune  | Centulle V le Jeune (fils de Gaston III)                                      | 1058           | 1090              | Cette section est vide, insuffisamment détaillée ou incomplète. Votre aide est la bienvenue ! Comment faire ? |           |
| Gaston IV le Croisé  | Gaston IV le Croisé (1074 – 1131)                                             | 1090           | 1131              | Cette section est vide, insuffisamment détaillée ou incomplète. Votre aide est la bienvenue ! Comment faire ? |           |
| Centulle VI          | Centulle VI                                                                   | 1131           | 1134              | Cette section est vide, insuffisamment détaillée ou incomplète. Votre aide est la bienvenue ! Comment faire ? |           |
| Guiscarde            | Guiscarde                                                                     | 1134           | 1147 (abdication) | Cette section est vide, insuffisamment détaillée ou incomplète. Votre aide est la bienvenue ! Comment faire ? |           |

### Gabarret
| Portrait | Nom                  | Début du règne | Fin du règne | Éléments biographiques                                                                                        | Armoiries |
| -------- | -------------------- | -------------- | ------------ | --- | --------- |
| Pierre   | Pierre (1134 – 1153) | 1147           | 1153         | Cette section est vide, insuffisamment détaillée ou incomplète. Votre aide est la bienvenue ! Comment faire ? |           |
| Gaston V | Gaston V             | 1153           | 1170         | Cette section est vide, insuffisamment détaillée ou incomplète. Votre aide est la bienvenue ! Comment faire ? |           |
| Marie    | Marie                | 1170           | 1173         | Cette section est vide, insuffisamment détaillée ou incomplète. Votre aide est la bienvenue ! Comment faire ? |           |

### Moncade
| Portrait          | Nom                                     | Début du règne | Fin du règne | Éléments biographiques                                                                                        | Armoiries |
| ----------------- | --------------------------------------- | -------------- | ------------ | --- | --------- |
| Gaston VI         | Gaston VI (1165 – 1214)                 | 1173           | 1214         | Cette section est vide, insuffisamment détaillée ou incomplète. Votre aide est la bienvenue ! Comment faire ? |           |
| Guillaume-Raymond | Guillaume-Raymond (1166 ou 1173 – 1224) | 1214           | 1224         | Cette section est vide, insuffisamment détaillée ou incomplète. Votre aide est la bienvenue ! Comment faire ? |           |
| Guillaume II      | Guillaume II                            | 1224           | 1229         | Cette section est vide, insuffisamment détaillée ou incomplète. Votre aide est la bienvenue ! Comment faire ? |           |
| Gaston VII        | Gaston VII (1225 – 1290)                | 1229           | 1290         | Cette section est vide, insuffisamment détaillée ou incomplète. Votre aide est la bienvenue ! Comment faire ? |           |

### Foix-Béarn
| Portrait                 | Nom                                                   | Début du règne | Fin du règne | Éléments biographiques                                                                                        | Armoiries |
| ------------------------ | ----------------------------------------------------- | -------------- | ------------ | --- | --------- |
| Roger-Bernard III        | Roger-Bernard III ou Roger-Bernard de Béarn           | 1290           | 1302         | Cette section est vide, insuffisamment détaillée ou incomplète. Votre aide est la bienvenue ! Comment faire ? |           |
| Gaston Ier de Foix-Béarn | Gaston Ier ou Gaston VIII de Béarn (1287 – 1315)      | 1302           | 1315         | Cette section est vide, insuffisamment détaillée ou incomplète. Votre aide est la bienvenue ! Comment faire ? |           |
| Gaston II de Foix-Béarn  | Gaston II ou Gaston IX de Béarn (1308 – 1343)         | 1315           | 1343         | Cette section est vide, insuffisamment détaillée ou incomplète. Votre aide est la bienvenue ! Comment faire ? |           |
| Gaston Fébus             | Gaston Fébus ou Gaston X de Béarn (1331 – 1391)       | 1343           | 1391         | Cette section est vide, insuffisamment détaillée ou incomplète. Votre aide est la bienvenue ! Comment faire ? |           |
| Mathieu                  | Mathieu (1374 – 1398)                                 | 1391           | 1398         | Cette section est vide, insuffisamment détaillée ou incomplète. Votre aide est la bienvenue ! Comment faire ? |           |
| Archambaud de Grailly    | Archambaud de Grailly (1329 ou 1330 – 1412)           | 1398           | 1412         | Cette section est vide, insuffisamment détaillée ou incomplète. Votre aide est la bienvenue ! Comment faire ? |           |
| Jean de Grailly          | Jean de Grailly (1382 – 1436)                         | 1412           | 1436         | Cette section est vide, insuffisamment détaillée ou incomplète. Votre aide est la bienvenue ! Comment faire ? |           |
| Gaston IV                | Gaston IV ou Gaston XI de Béarn (1423 ou 1425 – 1472) | 1436           | 1472         | Cette section est vide, insuffisamment détaillée ou incomplète. Votre aide est la bienvenue ! Comment faire ? |           |

### Rois de Navarre
| Portrait        | Nom                                                | Début du règne | Fin du règne | Éléments biographiques                                                                                        | Armoiries |
| --------------- | -------------------------------------------------- | -------------- | ------------ | --- | --------- |
| François Fébus  | François Fébus (1467 - 1483)                       | 1472           | 1483         | Cette section est vide, insuffisamment détaillée ou incomplète. Votre aide est la bienvenue ! Comment faire ? |           |
| Catherine       | Catherine (1468 - 1517)                            | 1483           | 1517         | Cette section est vide, insuffisamment détaillée ou incomplète. Votre aide est la bienvenue ! Comment faire ? |           |
| Henri d'Albret  | Henri d'Albret ou Henri Ier de Béarn (1503 - 1555) | 1517           | 1555         | Cette section est vide, insuffisamment détaillée ou incomplète. Votre aide est la bienvenue ! Comment faire ? |           |
| Jeanne d'Albret | Jeanne d'Albret (1528 - 1572)                      | 1555           | 1572         | Cette section est vide, insuffisamment détaillée ou incomplète. Votre aide est la bienvenue ! Comment faire ? |           |

### Rois de France et de Navarre
| Portrait   | Nom                                            | Début du règne | Fin du règne | Éléments biographiques | Armoiries |
| ---------- | ---------------------------------------------- | -------------- | ------------ | --- | --------- |
| Henri IV   | Henri IV ou Henri II de Béarn (1553 - 1610)    | 1572           | 1610         | Fils de Jeanne d'Albert et d'Antoine de Bourbon, duc de Vendôme. Il est roi de Navarre sous le nom d'Henri III et roi de France sous le nom d'Henri IV. |           |
| Louis XIII | Louis XIII ou Louis Ier de Béarn (1601 – 1643) | 1610           | 1643         | Fils d'Henri IV et de Marie de Médicis. |           |
| Louis XIV  | Louis XIV ou Louis II de Béarn (1638 – 1715)   | 1643           | 1715         | Fils de Louis XIII et de Anne d'Autriche, il régna le plus longtemps sur le Royaume de France.                                                          |           |
| Louis XV   | Louis XV ou Louis III de Béarn (1710 – 1774)   | 1715           | 1774         | Fils du Dauphin Louis, duc de Bourgogne et de Marie-Adélaïde de Savoie, arrière petit fils de Louis le Grand.                                           |           |
| Louis XVI  | Louis XVI ou Louis IV de Béarn (1754 – 1793)   | 1774           | 1789         | Fils du Dauphin Louis et de Marie-Josèphe de Saxe, petit fils du roi Louis XV, frère de Louis XVIII et de Charles X                                     |           |